# Розподіл (економіка)
Розпо́діл в еконо́міці — це спосіб розподілу загального обсягу виробництва, доходу чи багатства між окремими особами чи факторами виробництва (такими як праця, земля та капітал). 
У загальній теорії та, наприклад, у рахунках національного доходу та продукту кожна одиниця випуску відповідає одиниці доходу. Одне з використання національних рахунків — це класифікація факторних доходів і вимірювання їх відповідних часток, як у національному доході. Але там, де основна увага приділяється доходам осіб або домогосподарств, часто використовуються коригування національних рахунків або інших джерел даних. Тут відсоток часто складається з частки доходу, що надходить до верхнього (або нижнього) х відсотків домогосподарств, наступного х відсотків і так далі (визначається рівновіддаленими точками розрізу, скажімо, квінтилями), а також факторів, які можуть вплинути на них (глобалізація, податкова політика, технології та ін.).
Основним механізмом добровільного розподілу виробництва, доходів та зайнятості виступає ринок (ринкова економіка). Механізму вільного розподілу протиставляється примусовий розподіл - за  допомогою державного плану (командна економіка). Варіанти поєднання добровільного та примусового розподілу відображує концепція змішаної економіки. 
Характер розподілу економічних благ визначається характером виробництва, формою власності, що є панівною в даній економічній системі.  
Розподіл зворотно впливає на виробництво, прискорюючи або уповільнюючи його розвиток. Характер розподілу найяскравіше виявляється у розподілі національного доходу.

## Неокласична теорія розподілу
У неокласичній економіці попит і пропозиція кожного фактора виробництва взаємодіють на ринках факторів виробництва, щоб визначити рівноважний обсяг виробництва, доходу та розподілу доходу. Факторний попит, у свою чергу, включає співвідношення граничної продуктивності цього фактора на ринку виробництва. Аналіз стосується не лише капіталу та землі, але й розподілу доходів на ринках праці.
Неокласична модель економічного зростання пояснює, як розподіл доходу між капіталом і працею визначається на конкурентних ринках на макроекономічному рівні з плином часу завдяки технологічним змінам і змінам розміру капіталу та робочої сили. Останні розробки щодо розрізнення між людським капіталом і фізичним капіталом, а також між соціальним капіталом і особистим капіталом поглибили аналіз розподілу.